# Глинка (Иркутская область)
Глинка — упразднённая в 2004 году деревня в Тайшетском районе Иркутской области России. Входила на год упразднения в состав Шелаевского сельсовета. 

## География
Деревня находилась на левом берегу реки Талая (левый приток реки Бирюса), примерно в 100 км к северо-северо-западу от районного центра, города Тайшет, на высоте 202 метров над уровнем моря.

## История
Упразднена в 2004 году в связи с отсутствием постоянно проживающего населения.

## Население
По данным Всероссийской переписи 2002 года постоянное население в деревне отсутствовало.